# استفن جیمز
استفن جیمز (زاده ۴ دسامبر ۱۹۹۰) مانکن و بازیکن سابق فوتبال اهل بریتانیا است. وی فعالیت مدلینگ خود را در سال ۲۰۱۲ و با آژانس مدلینگ الیت آغاز کرد.

## فعالیت مدلینگ
برند لباس کلوین کلاین

برند لباس تاکشی کُرسُوا

برند لباس فلیپ پلین